# Pfälzer Schloss
Das Pfälzer Schloss (zur Unterscheidung des Unterschloss benannten Darmstädter Schlosses auch Oberschloss genannt) liegt im Nordwesten der Stadt Groß-Umstadt im Landkreis Darmstadt-Dieburg in Hessen und ist ein aus einer ehemaligen Wasserburg entstandener Adelssitz. Er liegt direkt neben dem Wambolt’schen Schloss und war Verwaltungssitz der Kurpfalz aus der Kondominatszeit der Stadt. Er ist einer der ehemals sieben Adelssitze in Groß-Umstadt.

## Lage

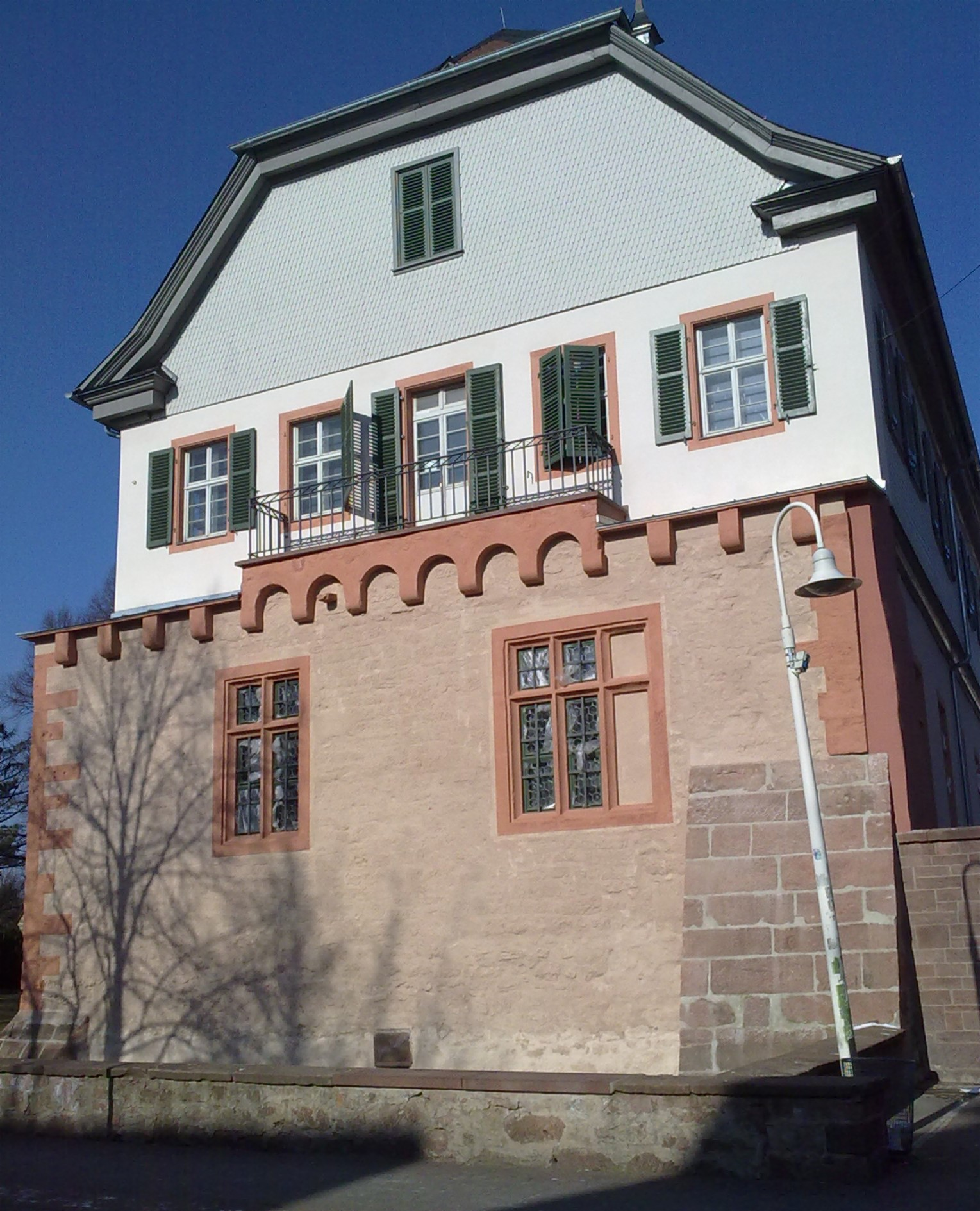
Die Südseite des Pfälzer Schlosses – der untere Teil ist ebenfalls früher gleichzeitig Stadtmauer gewesen.

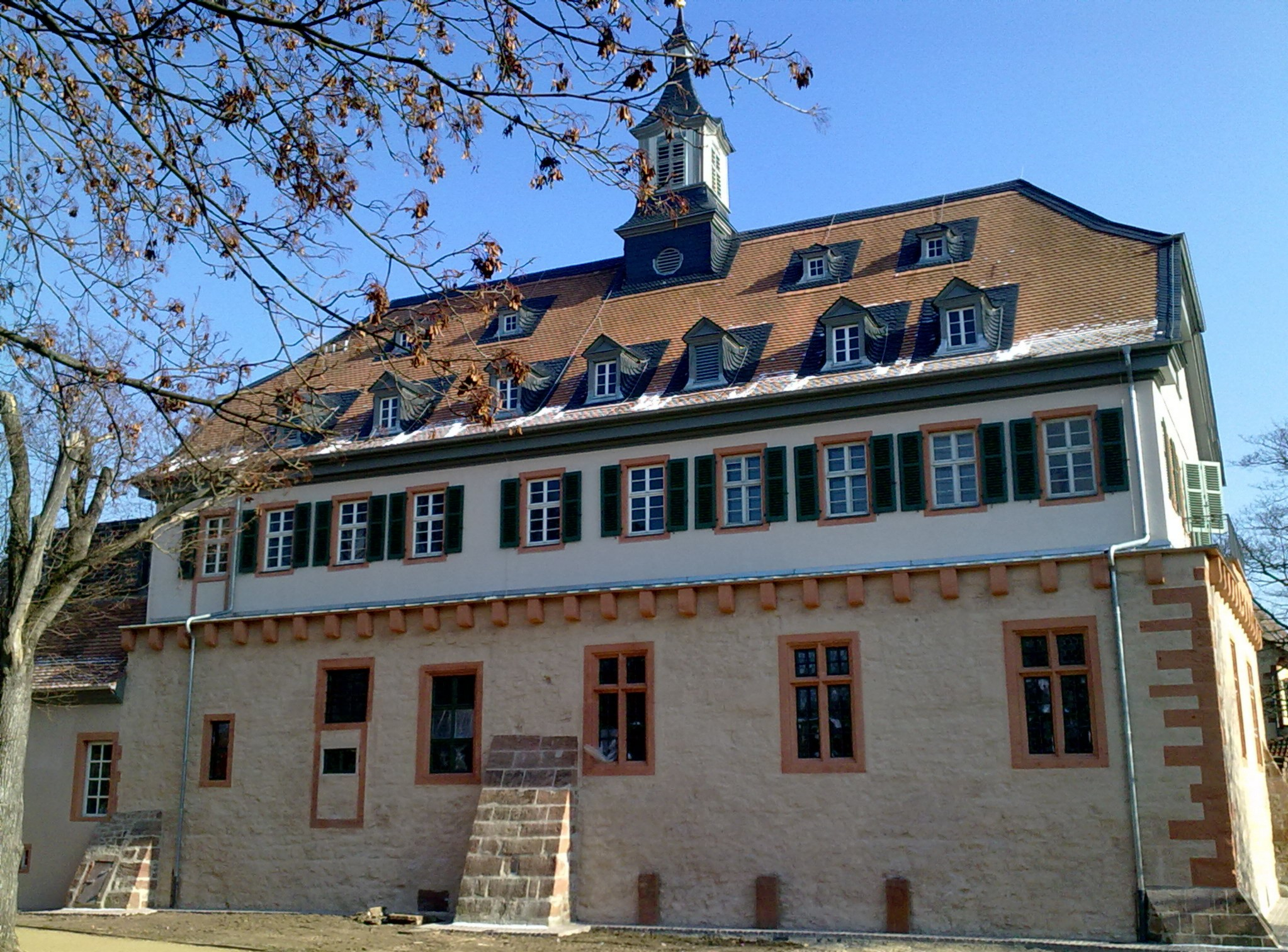
Die Westseite des Pfälzer Schlosses: diese Seite war im Erdgeschoss zugleich Stadtmauer, an der rechten Bildseite die drei kurpfälzer Wappensteine. Die Kurpfalz war von 1390 bis 1803 einer der Herren im Kondominat Umstadt

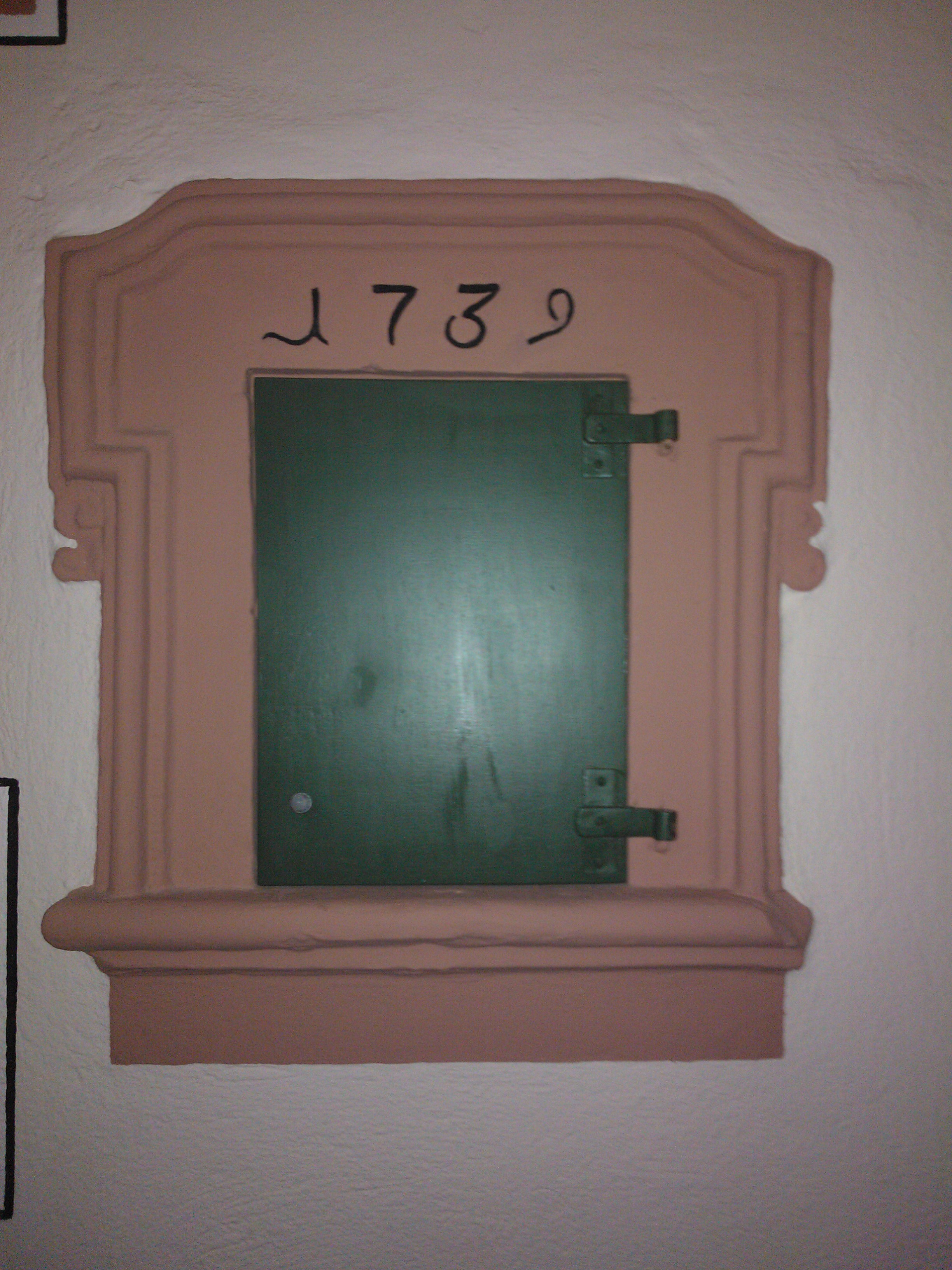
Die Sakramentsnische von 1739 in der südwestlichen Ecke des Rittersaales

Am südwestlichen Ende der alten Stadtmauer gelegen, diente die Burg im Mittelalter als Sicherungsburg des westlichen Zugangs zur Altstadt.

## Geschichte
Die ursprüngliche Vogteiburg wurde 1306 erstmals urkundlich erwähnt. Die Burg war Sicherungsburg des Besitzes des Klosters Fulda, die wahrscheinlich den Grafen von Katzenelnbogen zu Lehen gegeben war. Diesen gelang es jedoch nicht, den Besitz in Eigentum umzuwandeln, wie das der Herrschaft Hanau mit dem vormals Hanauischen Schloss gelang, und es folgen keine schriftlichen Zeugnisse des Fortbestehens einer Lehensherrschaft. Die Herrschaft wird von Fulda 1390 an die Kurpfalz verkauft. Da Pfalzgraf Ruprecht III. die Osthälfte der Stadt, wie vorher schon durch das Kloster Fulda geschehen, der 1429 erhobenen Grafschaft Hanau zum Lehen gab, blieb Umstadt weiter ein Kondominat. Ab 1427 übten die Kurpfalz und die Hanau die hohe Obrigkeit und die Herrschaft über Umstadt gemeinsam aus. Mit diesen festen Machtstrukturen im Rücken ließen die Pfalzgrafen ab der Mitte des 15. Jahrhunderts den Platz des heutigen Schlossareals zum Verwaltungs- und Amtssitz des Pfälzischen Oberamtmannes zum Schloss ausbauen.
In der Bayrischen Fehde von 1504 bis 1521 wurde Stadt und Burg kurzzeitig vom hessischen Landgraf Wilhelm II. erobert, dieser musste die Stadt 1524 aber zu Hälfte wieder an die Pfalz zurückgeben. Hessen löste dabei Hanau im Kondominat ab. 1626 bis 1648 gewann Hessen infolge des Dreißigjährigen Krieges nochmals das ganze Umstadt. 1803 ging dann die ganze Stadt endgültig an das Großherzogtum Hessen.
Von hier aus übten die eingesetzten pfälzischen Verwalter die gemeinsame Herrschaft über das Oberamt Umstadt und zeitweise auch über das Oberamt Otzberg aus, gleichzeitig war er Zehntort.

Die Ostseite – Eingangsseite des Schlosses
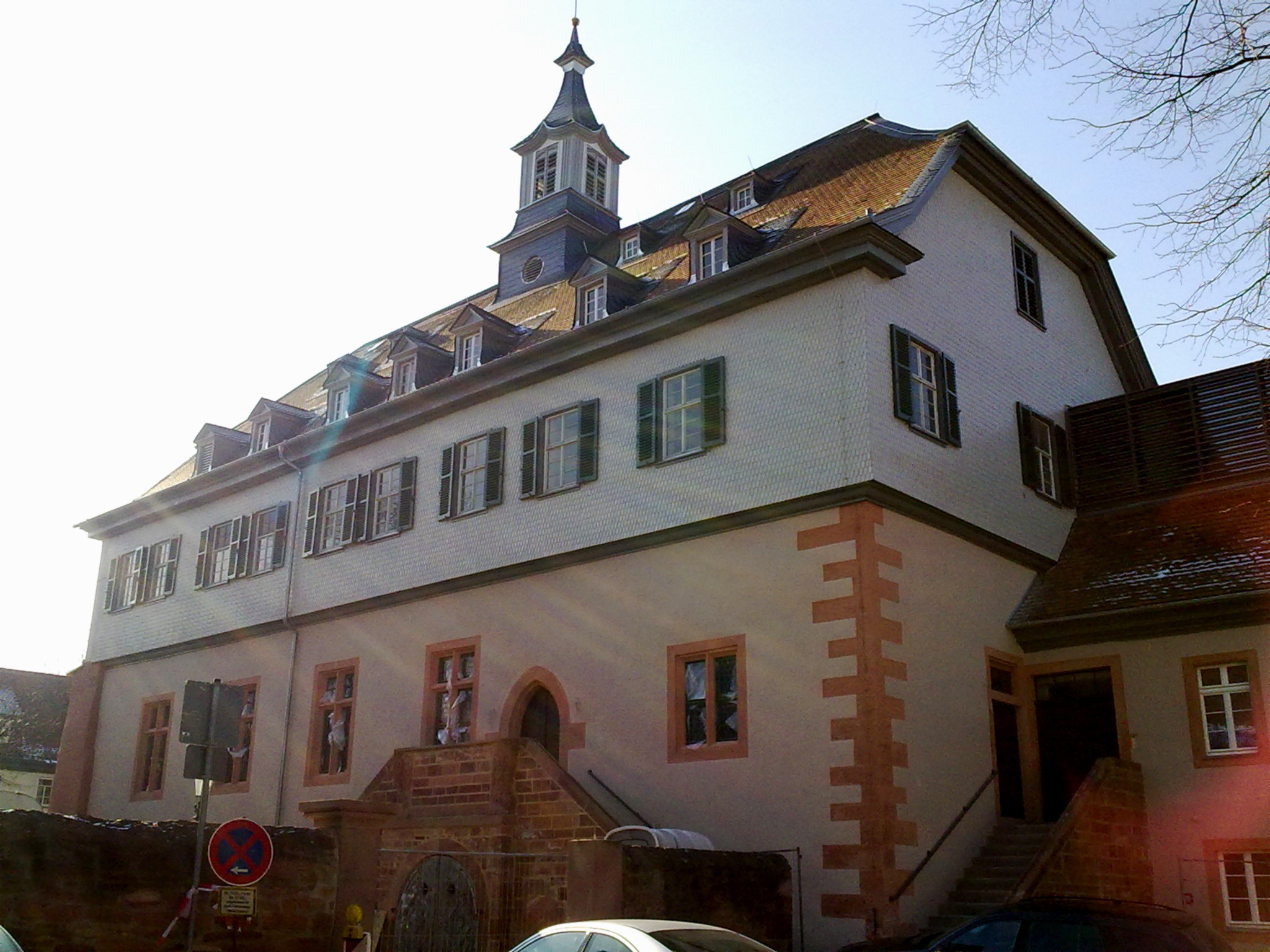
Die Ostseite des Schlosses mit dem Haupteingang zum Schloss
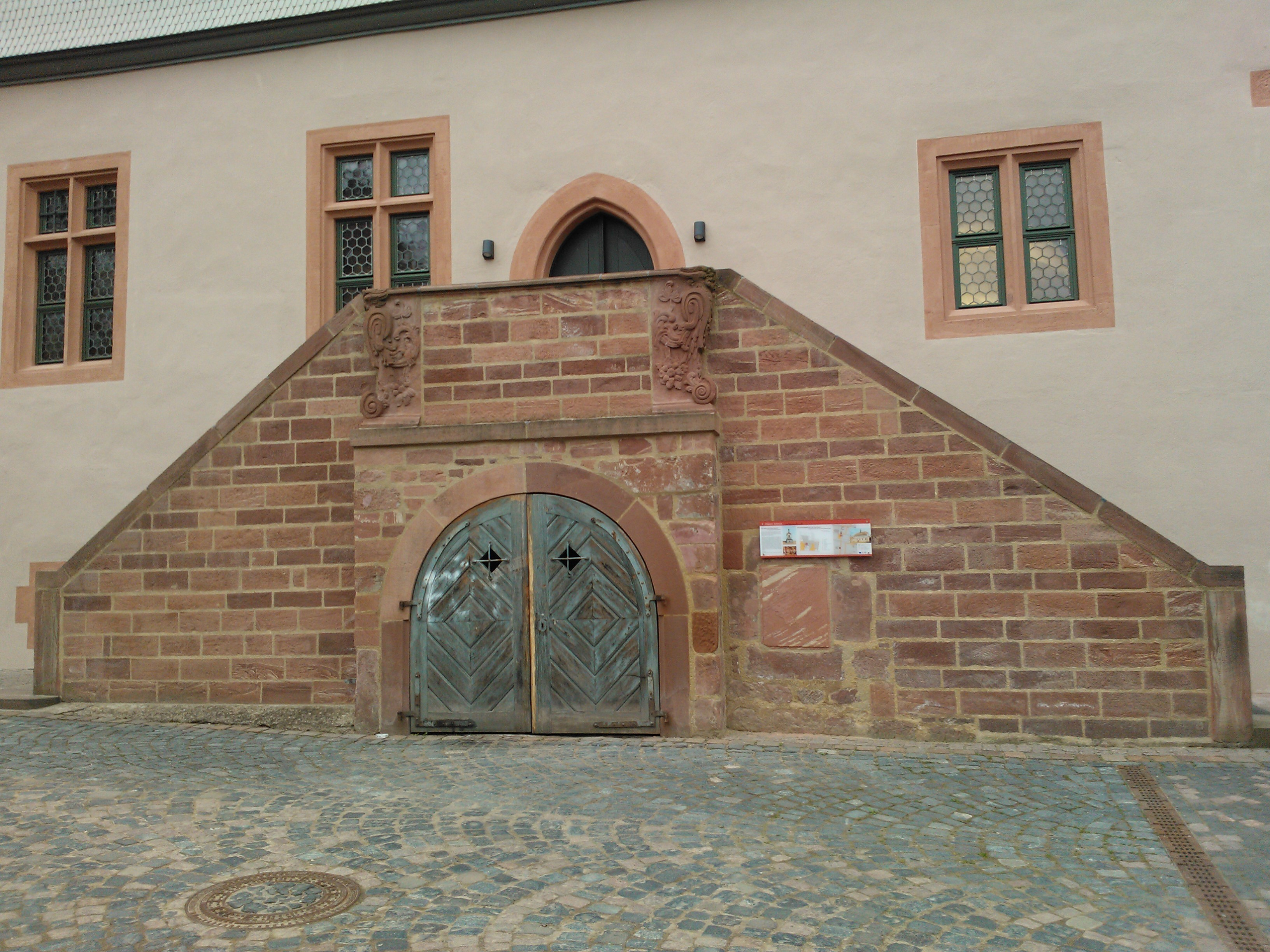
Der zweiläufige Freitreppe mit Eingang zum Gewölbekeller und zwei blumenverzierten Sandsteinportalen

## Baugeschichte
Auf den Resten einer fuldischen Wasserburg aufbauend ist der Unterbau aus dem 15. Jahrhundert. Das Schloss ist ein zweigeschossiger Bau auf langgestrecktem rechteckigen Grundriss, von dem nur noch das Untergeschoss aus Sandstein von vor 1500 erhalten ist. Nord- und Westseite stützten sich direkt an bzw. bauten auf die Stadtmauer auf. Die ursprünglich gotische Form des Obergeschosses wurde angeblich von vier achteckigen Ecktürmchen eingerahmt. Nach dem Merian-Stich von Vmbstatt in der Topographia Hassiae von 1646 befinden sich am Pfälzer Schloss dagegen (Gleichheit der beiden Turmseiten vorausgesetzt) sechs oktogonale Ecktürmchen mit spitzer Dachhaube und Reiter, die etwa bis zur Mitte des damals steil aufragenden Zeltdaches mit drei Reihen Dachfenstern hineinreichen. Nach einem Brand wurde 1806 das Obergeschoss als Fachwerkbau in barocker Form mit einem weniger steilen Krüppelwalmdach und zwei Reihen Giebelgauben sowie einem zentralen Glockenturm, einem quadratischen Dachreiter mit geschweifter spitzer Abdeckung, wieder aufgestockt.
Im Obergeschoss ist heute das Fachwerk verschindelt. Die Südwestseite weist noch die Konsolen des mittelalterlichen Wehrganges der Stadtmauer auf. Nördlich schließen zwei kleine gewölbte Nebenräume an. Der Schlossbau bildete früher mit dem nördlich angrenzenden Nebenbau, der Zehntscheuer und dem Gebäude der Reformierten Kollektur eine geschlossene Hofanlage.
Im Park im Westen stehen drei Grenzsteine, die früher die Grenze zwischen dem Amt Umstadt und der kurmainzischen Vogtei Obernburg markierten. Die Wappen des Erzbischofs Johann Philipp von Schönborn und der Kurpfalz waren früher noch zu erkennen. Die neueren Datums und südlich zur Georg-August-Zinn-Straße verlaufende Begrenzungsmauer enthält Teile des Türgewandes der abgerissenen Curti’schen Kapelle des Friedhofs mit dem Wappen derer von Curti im offenen Giebel, datiert 1695. Das müsste eigentlich eher 80 Meter weiter nördlich am Gymnasium der Stadt angebracht sein und auf den ehemaligen Standort des Curti-Schlosses hinweisen. Möglicherweise wurde es an seinem jetzigen Standort eingesetzt, da Baron Johann Wilhelm Curtius kurpfälzischer Oberamtmann war.
Kennzeichnend im Innern des Erdgeschosses ist der fast durchgehende zweischiffige Saal mit flacher Decke auf drei achtseitigen Holzstützen, der sogenannte Rittersaal. An der Südseite befindet sich eine halbvermauerte achtseitige Steinsäule mit zwei Arkadenbögen. Der Rittersaal wurde nach der Wiederetablierung einer katholischen Gemeinde 200 Jahre lang von 1700 bis 1900 als katholischer Gottesdienstraum benutzt, woran auch eine auf das Jahr 1739 datierte Sakramentsnische ebenfalls in der Südwand erinnert.
Zu dem zweischiffigen Saal mit der gotischen Pforte führt eine reich geschmückte Freitreppe. Die zweiläufige massive Sandsteintreppe ist mit Voluten und Gehängen aus dem 18. Jahrhundert verziert und endet an einer spitzbogigen Eingangstür. Der mächtige tonnengewölbte Keller mit rundbogig geschlossenen Eingängen diente seit eh und je der Lagerung und dem Ausbau des Umstädter Weines. Im Jahr 2008 wurden im Kellerbereich Mauerabschnitte aus dem 12. Jahrhundert, der Zeit der Staufer, entdeckt. Sie gehören wohl zu der ehemaligen Vogteiburg des Klosters Fulda. Die mächtigen Kellerpfeiler zeigen, dass die frühere Burg leicht versetzt zum heutigen Schloss stand.
Das Schloss ist in seiner Gesamtheit als Kulturdenkmal ausgewiesen.

Die Wappensteine am Pfälzer Schloss
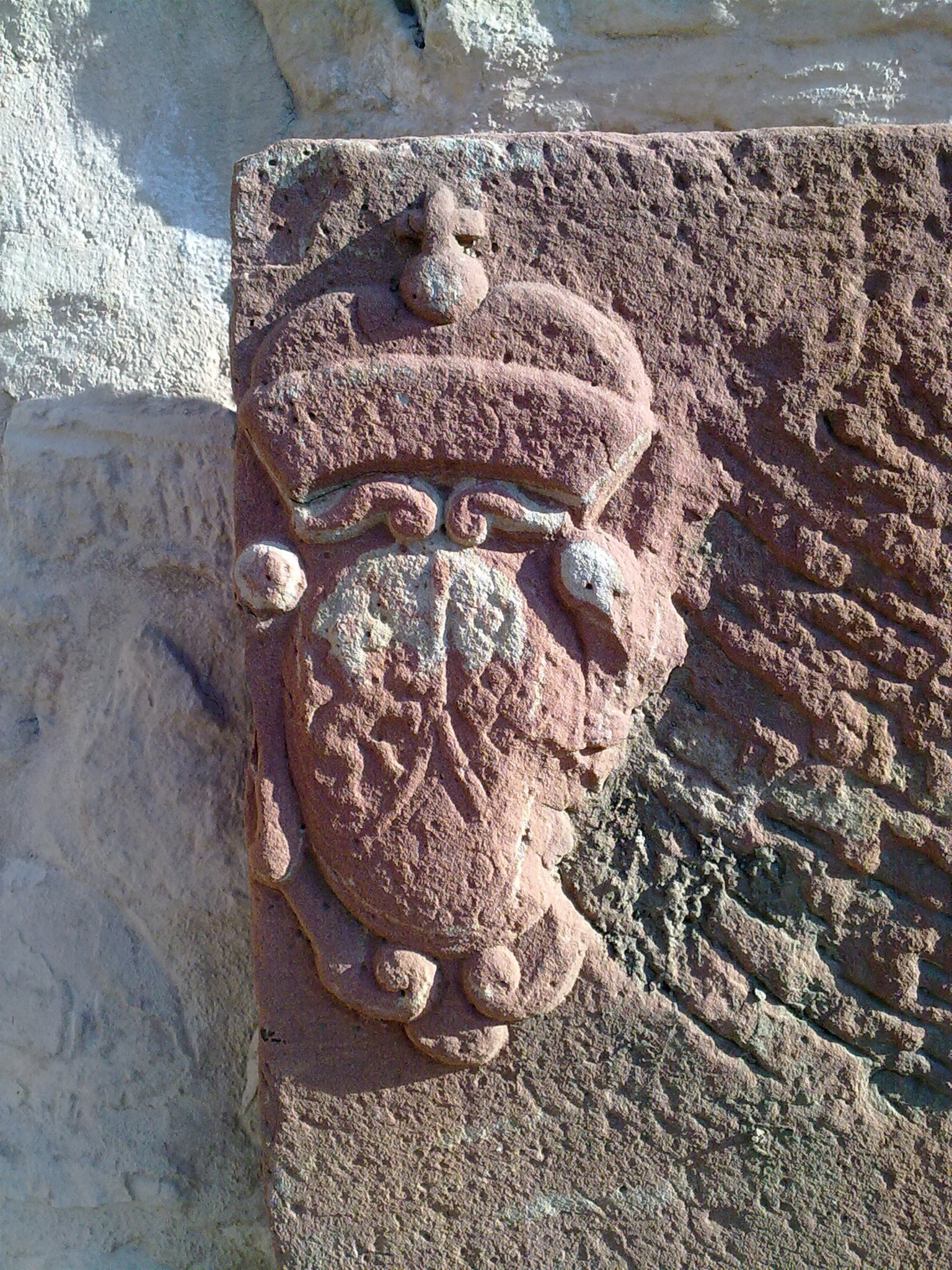
Blick nach Osten. Linker Wappenstein mit dreigeteiltem Kurpfalz Wappen (Löwe, Raute, Krone)
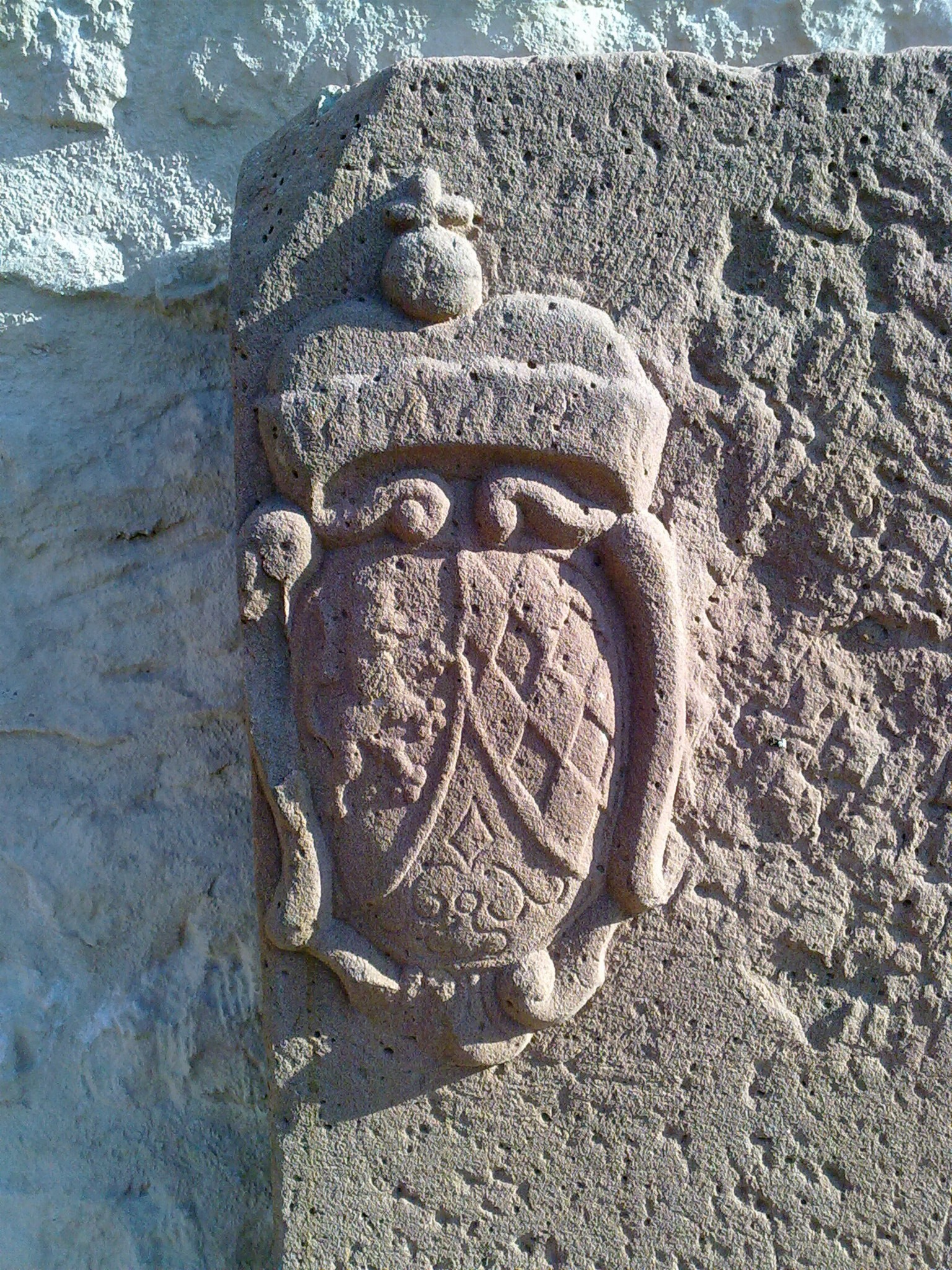
Mittlerer Wappenstein; in beiden Wappen ist der Löwe gespiegelt dargestellt
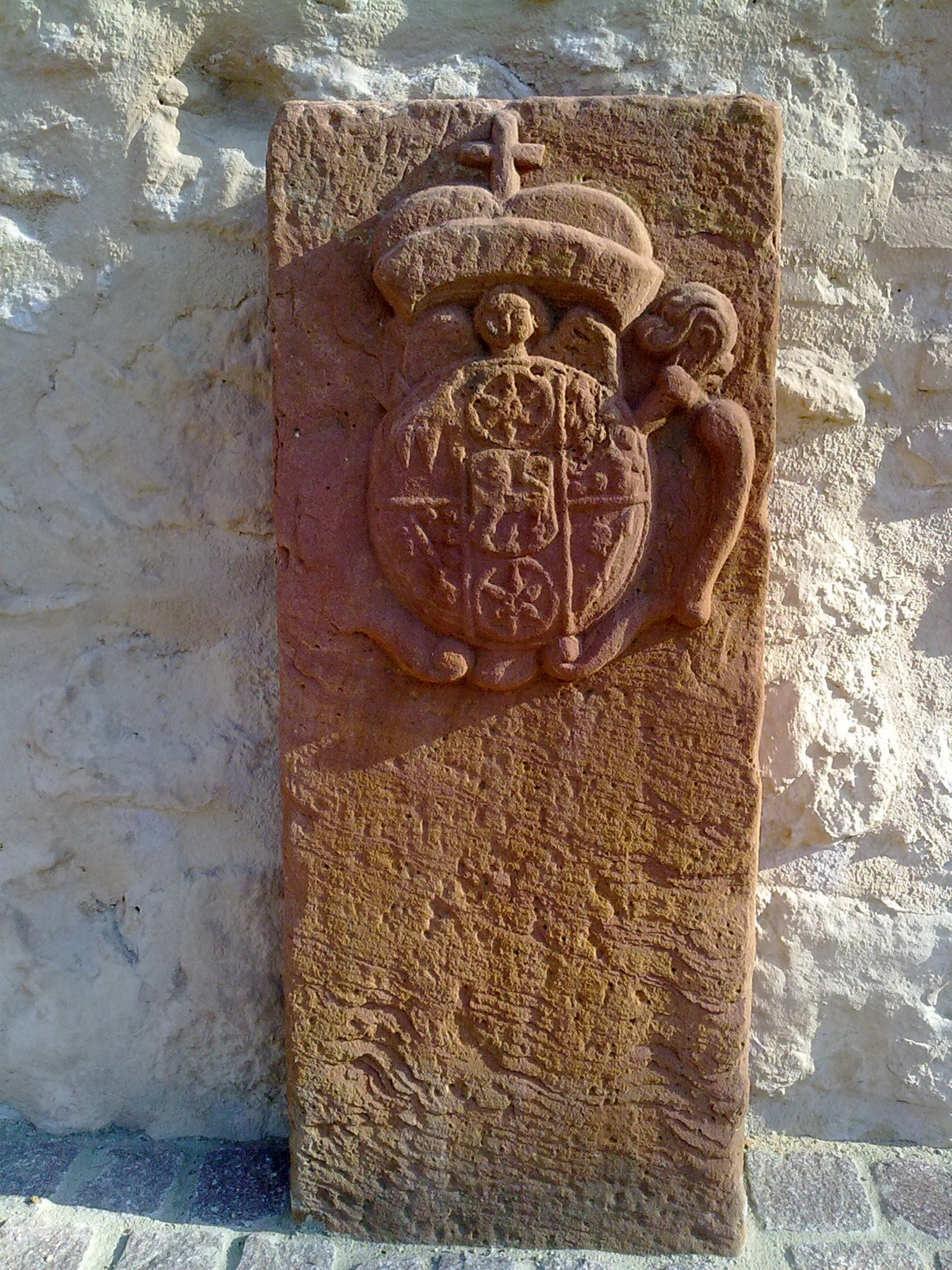
Großer Wappenstein rechts mit dem Wappen des Kurmainzer Erzbischofs Johann Philipp von Schönborn

## Renovierungsmaßnahmen in der Gegenwart
Eine erste kleinere Renovierung erfolgte 1976.
Von 2009 bis 2012 wurde mit Geldern des Bundes und der Stadt eine Totalsanierung im Rahmen des Konjunkturprogrammes durchgeführt, die geschätzt etwa 2,4 Millionen Euro kostete. Dazu wurde der seitliche Anbau vollständig entkernt und ein behindertengerechter Aufzug eingebaut. Aus denkmalschutzrechtlichen Gründen erfolgte die Wärmedämmung von innen (Spezialputz, Fußbodendämmung, Deckendämmung zwischen Erd- und Obergeschoss). Der Rittersaal wurde ebenfalls komplett saniert.
Die komplette Fensterreihe wurde erneuert, wobei am Rittersaal aus Denkmalschutzgründen Verbundfenster eingesetzt wurden. Die äußere Bleiverglasung blieb erhalten und wurde durch eine innere Wärmeschutzverglasung ergänzt. Die erneuerte Bemalung baut auf der ältesten bekannten Fassung auf und wurde heller und freundlicher gestaltet. Der Saal wurde mit einer Fußbodenheizung ausgerüstet, um die frühere starke Kondensatbildung in den Nischen und Fensterecken zu verhindern, die viele Folgeschäden hervorrief.
Das Obergeschoss verbleibt im „erweiterten Rohbauzustand“, um für weitere Bedürfnisse und Konzepte in der Zukunft optimal vorbereitet zu sein. Komplett erneuert wurde die Gebäude- und Heizungstechnik, die Gebäudehülle vollständig saniert.

## Heutige Nutzung

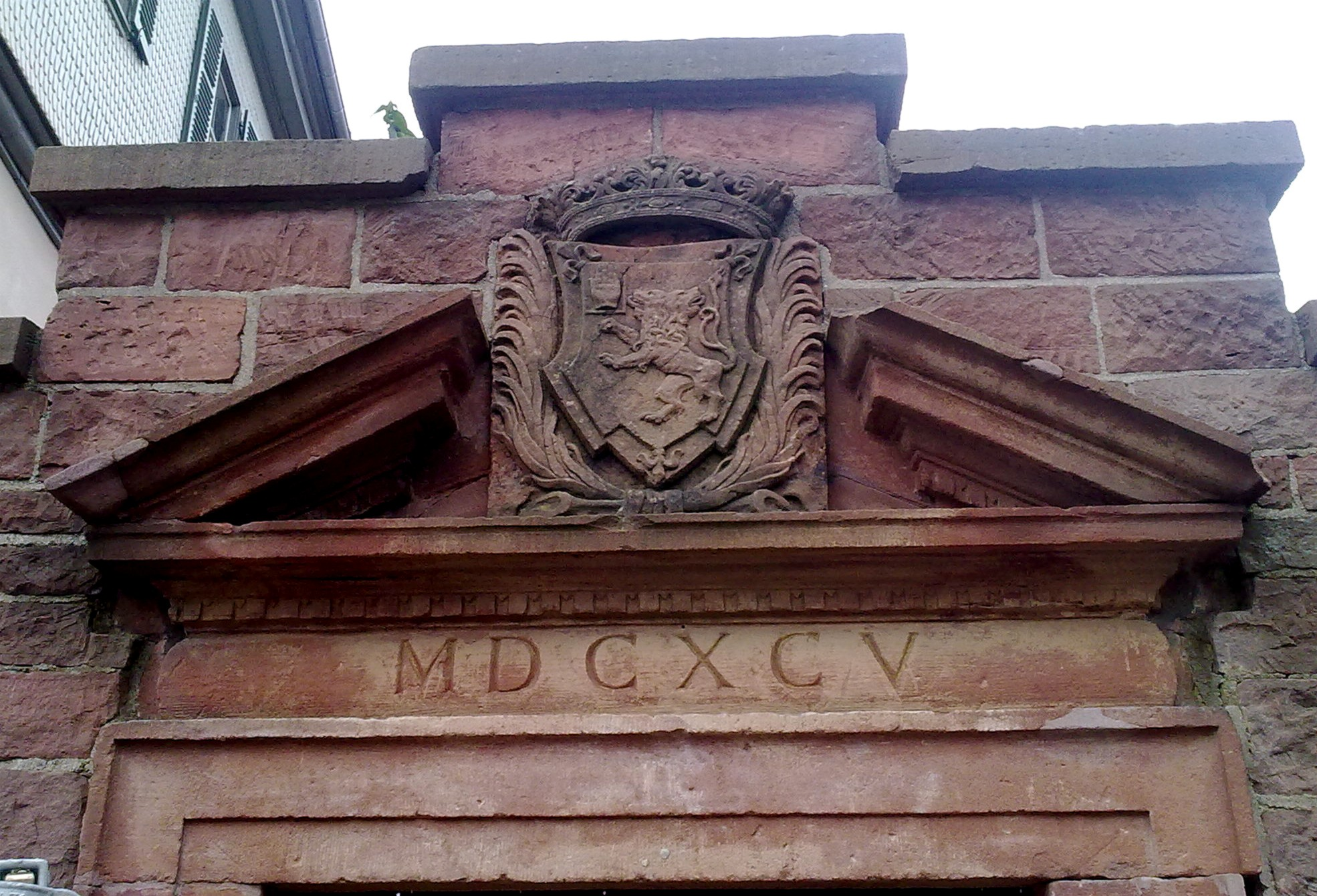
Curti-Wappen im Torbogen der Begrenzungsmauer am Pfälzer Schloss. Man beachte die heraldisch sich rechts oben befindliche Schwurhand englischer Baronets

Heute ist das Schloss im Besitz der Stadt Groß-Umstadt, die den Rittersaal als Tagungsort der Stadtverordnetenversammlung, Tagungs- und Ausstellungsraum, sowie Aufführungsort diverser Veranstaltungen nutzt.

## Sonstiges
In der südlich zur Georg-August-Zinn-Straße verlaufenden Begrenzungsmauer des Schlosses sind Teile des Türgewandes der abgerissenen Curti’schen Kapelle des Umstädter Friedhofs mit dem Wappen derer von Curti im offenen Giebel des Toreinganges eingelassen. Die römische Datierung verweist auf 1695. Ob ein Bezug darauf genommen werden soll, dass die von Curti’s zweimal einen Oberamtmann als Verwalter der Kurpfälzer Hälfte Umstadts stellten, ist nicht bekannt.